# Sögestraße

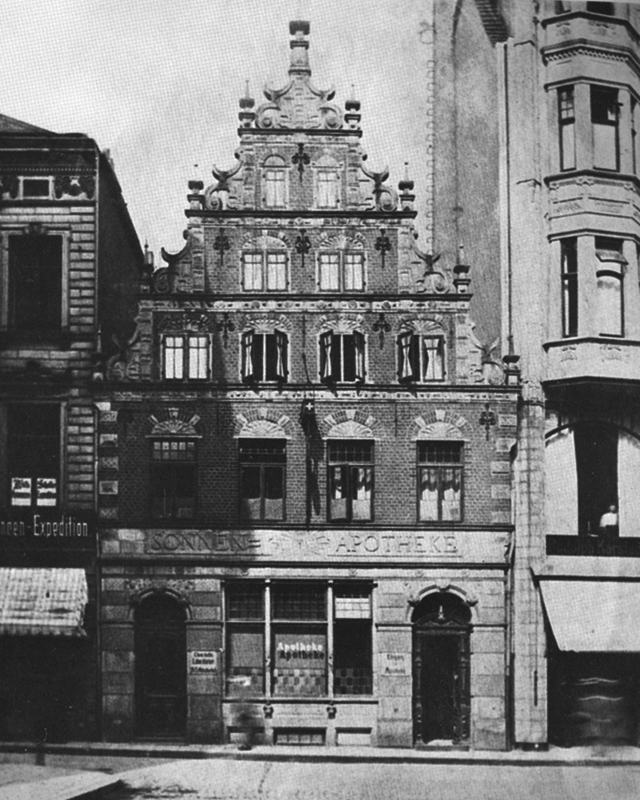
Sögestraße 18: Zerstörtes Haus der Sonnenapotheke

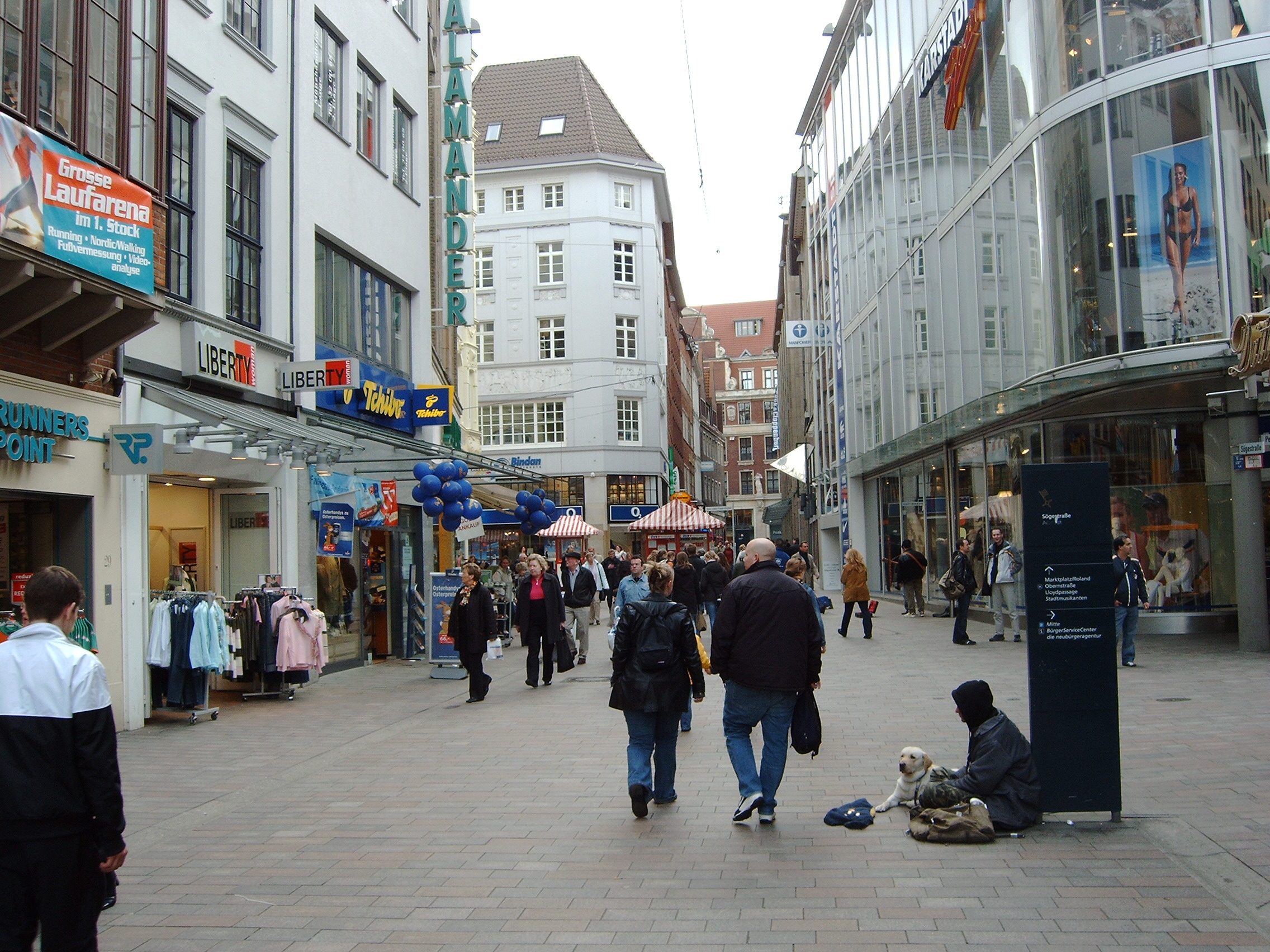
Sögestraße, Blick auf die Obernstraße

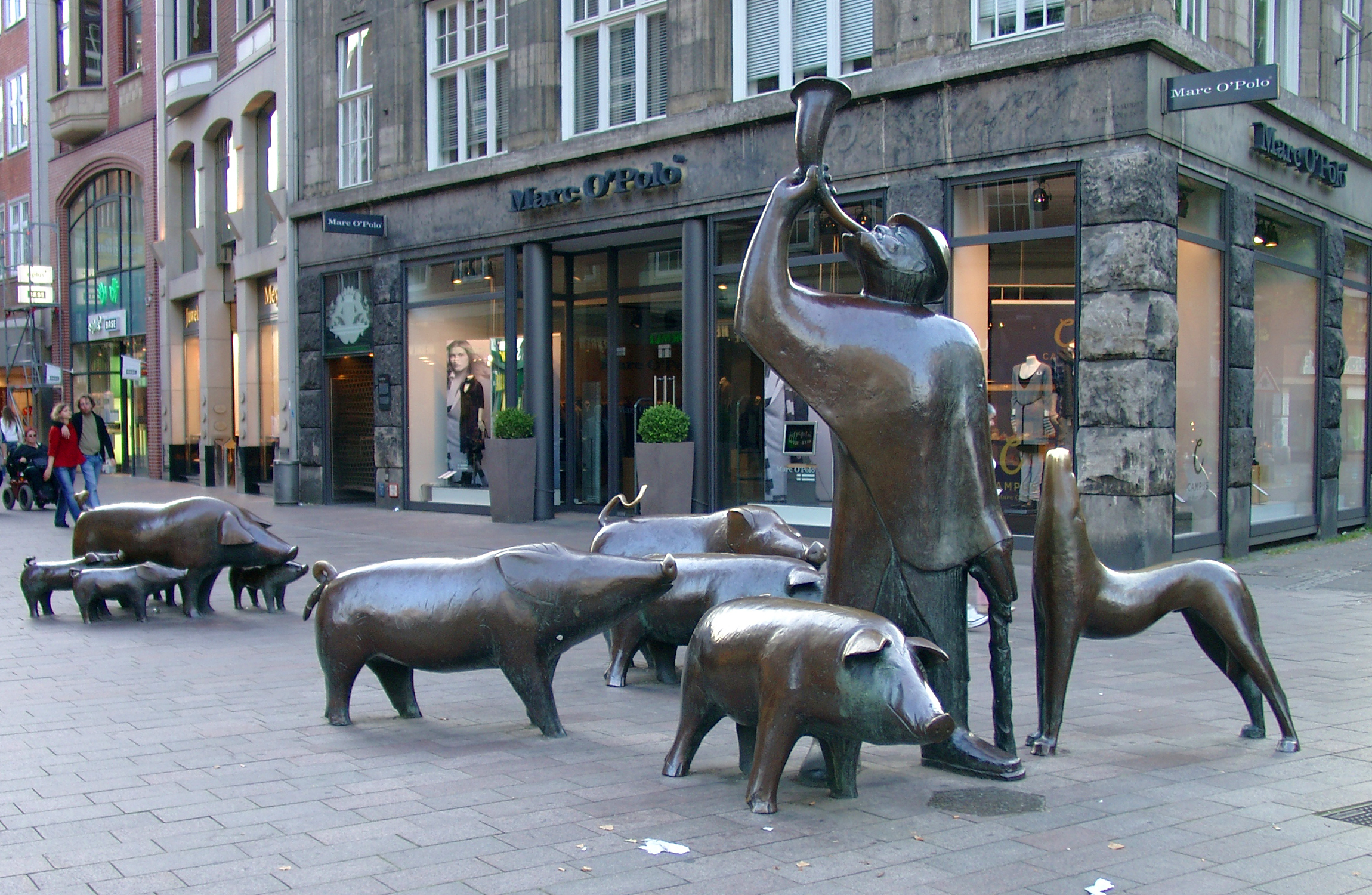
Sögestraße: Schweinedenkmal

Die Sögestraße ist eine Haupteinkaufsstraße in Bremen. Sie führt in Süd-Nord-Richtung von der Obernstraße in Richtung Wallanlagen und Herdentorsteinweg / Hauptbahnhof und endet an der Straße Am Wall.
Die Sögestraße ist zwischen Obernstraße und Schüsselkorb Teil einer größeren Fußgängerzone. Von der Sögestraße zweigen Unser Lieben Frauen Kirchhof, die Lloydpassage, die Queerenstraße, der Katharinenklosterhof, die Pelzerstraße, der Schüsselkorb, die Knochenhauerstraße und die Herdentorswallstraße ab. Am nördlichen Ende der Fußgängerzone steht das Denkmal  "Schweinehirt und seine Herde" vom Bildhauer Peter Lehmann, eine kleine Herde mit ihrem Hirten und dem Hirtenhund. Am Südende befindet sich der kleine Pferdebrunnen, den die Juweliere Brinkmann & Lange gestiftet haben.

## Geschichte

### Name
1261 wurde sie erstmals als patea porcorum und 1306 als Soghestrate erwähnt. Nach den Sögen, Plattdeutsch für Sauen, wurde diese Straße benannt, da sich im Mittelalter hier wahrscheinlich viele Schweineställe befanden. Die 1229 als muros civitatis erwähnte Stadtmauer führte vom Herdentor – dem „portam gregum“ – in Richtung Süden entlang der Sögestraße. Durch das Herdentor am Nordende der Straße wurden die Viehherden zur Bürgerweide geführt.

### Mittelalter bis 18. Jahrhundert
Die Straße gehörte neben der Langenstraße und Obernstraße zu den ersten Hauptstraßen des mittelalterlichen Bremens. Bereits 1251 stand an der Ecke Sögestraße und Obernstraße das erste Rathaus von Bremen.
Um 1600 entstand in der Sögestraße Nr. 18 im Stil der Weserrenaissance ein prächtiges Giebelhaus, die wahrscheinlich von Lüder von Bentheim entworfene Sonnenapotheke. Das Haus wurde von Familien der Oberschicht bewohnt, u. a. der Gründer der Sonnen-Apotheke Johann Conrad Rhode (1745–1804) der das Haus umbauen ließ. Rhodes Tochter Wilhelmine war mit Senator, später Bürgermeister Johann Smidt verheiratet; beide wohnten von 1804 bis 1821  hier. Die Fassaden wurden im 18. Jahrhundert im Stil des Rokokos teilweise verändert und das Erdgeschoss 1890 umgebaut. Erhaltene Teile des Renaissance-Giebels des 1944 ausgebombten Hauses wurden 1947 abgebrochen, gelagert und später bei dem Neubau Langenstraße Nr. 15 wieder verwendet.

### 19. Jahrhundert bis 1945
Schon im 19. Jahrhundert wurde die Sögestraße zur wichtigen Ladenstraße. 1902 wurde von Karstadt in der Sögestraße Nr. 22 ein Kaufhaus eröffnet. Hier steht heute das neue Sporthaus.
Im Gebäude Sögestraße 46 war 1911 bis 1915 das Kino Kaisertheater, von 1916 bis 1934 das Victoria-Theater mit 248 Plätzen, 1935 unbenannt als Barberina-Ton-Lichtspiele, 1953 dann AKI-Aktualitäten-Kino und schließlich von 1971 bis um 1990 das UFA-Sögestraße mit zwei Sälen von 258 und 118  Plätzen.
Im Zweiten Weltkrieg wurden 1944 die meisten Häuser zerstört, so auch die Sonnenapotheke in der Sögestraße Nr. 18 und das Logenhaus von 1880 Sögestraße/Ecke Am Wall.

### 1945 bis heute

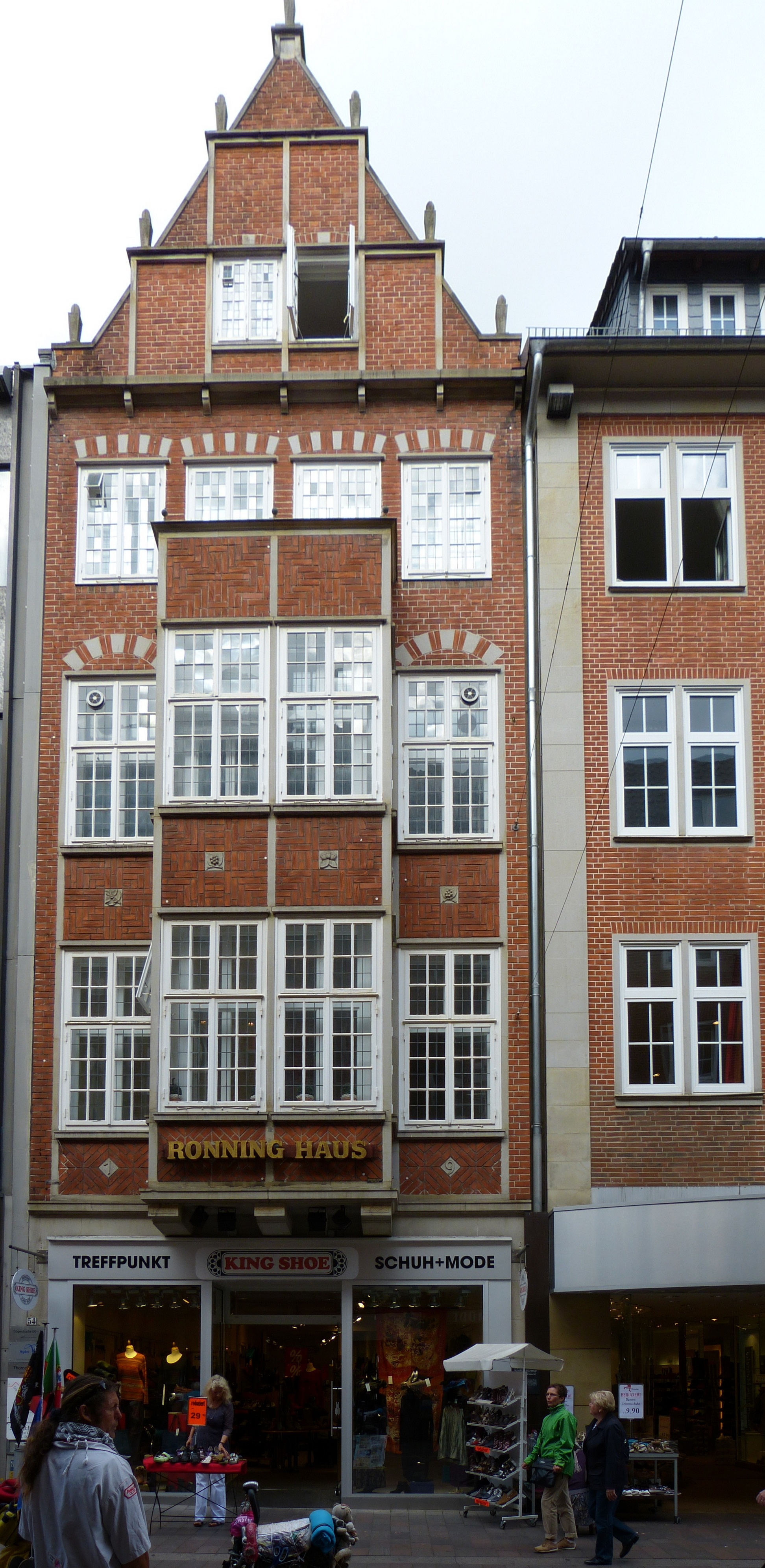
Ronning-Haus von 1949, Sögestraße 54

Der Planer Kurt Haering entwickelte 1946 für die Wiederaufbaugemeinschaft Bremen mit seinem damaligen Vorsitzenden Gerhard Iversen (später CDU-Politiker) ein Konzept für den Wiederaufbau der Straße, zukünftig ohne Fahrverkehr. Der Wiederaufbau der Häuser erfolgte von 1949 bis etwa 1954 zügig in sehr traditionellem norddeutschen Stil nach Plänen u. a. der Architekten Kurt Haering (Nr. 25, Haus Cords, 1949), Heinz Logemann (Nr. 54, Ronning-Haus, 1950), Erik Schott und Kurt Heymann (Nr. 42/44, Knigge), Friedrich Schumacher (Nr. 36/38, Dörrbecker & Plate, 1952), Herbert Anker (Nr. ?, Haus Fehsenfeld, 1953), Wilhelm Wortmann und Eric Schott (Nr. 22, Hinrichs & Bollweg, 1953), Rolf Störmer (Kiefert-Haus, 1954), Anker und Carsten Schröck (Nr. 16/20, Roland-Kleidung, 1954).
Der Neubau des Ronning-Hauses von Ronning-Kaffee (Sögestraße Nr. 54) von 1950 löste in Bremen eine heftige Diskussion aus, wie in der Altstadt gebaut werden sollte. In der Sögestraße waren einheitlich traufständige Häuser vorgeschrieben, während der Kaffeeröster Carl Ronning nach Plänen von Logemann hinter den Bauplanen entgegen der Genehmigung ein Giebelhaus baute. Das Gebäude blieb schließlich so stehen und steht heute unter Denkmalschutz.
Das markante Allianz-Haus mit seinen Arkaden Sögestraße/Ecke Am Wall, von dem Architekten Logemann, entstand 1951. Das Oberlandesgericht hatte von 1957 bis 2008 in der Sögestraße 62/64 seinen Sitz.
Um 1960 gab es bereits eine Fußgängerzone am südlichen Ende der Sögestraße von Unser Lieben Frauen Kirchhof bis zur Obernstraße. Das kurze nördliche Ende, wo seit 1879 die Straßenbahn fuhr, war eine Hauptverkehrsstraße wie heute. Der Hauptteil der Straße war eine Einbahnstraße in Richtung Süden. Diese wurde auch von den neu eingerichteten Buslinien 24 und 25 genutzt, von 1967 bis 1971 sogar zusätzlich durch die Buslinien 30, 31, 33 und 34. Eine Haltestelle befand sich zwischen Pelzerstraße und Liebfrauenkirchhof.
1967 gewannen die Architekten Rolf Störmer mit Frei Otto sowie Karl-Heinz-Stelling und Siegfried Köhl den Sögestraßen-Wettbewerb. 1969 wurde die Straße formal zur Fußgängerzone, allerdings noch mit starkem Bus- und Lieferverkehr bis zum Februar 1973. Dann wurden die Buslinien 24 und 25 in die Katharinenstraße verlegt. Danach wurde die Straße mit damals für Bremen neuen, auffälligen rötlichen Beton-Sechseckwaben gepflastert und durch Sechseck-Pflanztröge gegliedert. Die geplante leichte, tiefliegende Überdachung aus Segeldächern mit einer Seilnetzkonstruktion wurde nicht realisiert. 2002 wurden die Straße wieder neu und zurückhaltender mit Granitplatten gestaltet.
Das beliebte Schweinedenkmal Schweinehirt und seine Herde aus Bronze vom Bildhauer Peter Lehmann entstand 1974 und markiert seitdem den Eingang zur Fußgängerzone in der Bremer Innenstadt.

## Gebäude und Anlagen
Gebäude unter Bremer Denkmalschutz:
- Sögestraße 1 Ecke Obernstraße: Geschäftshaus von 1928 (Haus Brinkmann und Lange)[6]
- Sögestraße 2 Ecke Obernstraße: Kaufhausfassade Karstadt von 1932[7]
- Sögestraße 17/19: Geschäftshaus Herms von 1909[8]
- Sögestraße 21: Haus Unser Lieben Frauen Kirchhof 15 von um 1900[9]
- Sögestraße 54: Ronning-Haus von 1950, Geschäftshaus, Architekt: Heinz Logemann[10]
- Sögestraße 59/61 Ecke Am Wall 144/146 und Herdentorswallstraße 28: Allianz-Haus von 1951, Geschäftshaus[11]
- Sögestraße 62/64/64 A Ecke Knochenhauerstraße: Seidenhaus Koopmann von 1911, Geschäftshaus[12]

→ Siehe dazu auch die Liste der Kulturdenkmäler in Bremen-Mitte
Bemerkenswerte Gebäude:
- Lloyd-Passage eine 250 Meter lange Einkaufspassage von Ende der 1980er Jahre auf den öffentlichen Straßen Große Hundestraße und Kreyenstraße
- Sögestraße 22 Ecke Pelzerstraße: 4-gesch. Kaufhaus Karstadt Sport mit Glasfassaden
- Eckhaus Sögestraße 74-76/Am Wall: 7-gesch. Büro- und Geschäftshaus

Denkmale und Brunnen:
- Schweinehirt und seine Herde von 1974 aus Bronze von Bildhauer Peter Lehmann k: kunst im öffentlichen raum bremen
- Pferdebrunnen II von 1974 aus Bronze und Messing-Kupfer von Bildhauer Manfred Lohrengel k: kunst im öffentlichen raum bremen